# Shirow Miwa
Shirow Miwa (jap. 三輪 士郎 Miwa Shirō; ur. 9 listopada 1978 w Toyamie) – japoński mangaka, twórca serii DOGS.

## Twórczość

### DOGS
„DOGS:Stray dogs howling in the dark” – wydana w 2001 roku manga dająca początek historii 4 głównych bohaterów w uniwersum „DOGS”, niedługo po tym powstał one-shot „DOGS/Hardcore Twins”. Od 2005 roku ciąg dalszy serii pojawia się w magazynie „Ultra Jump” pod nazwą „DOGS:Bullets & Carnage”. W 2013 roku wydawnictwo Waneko zlicenjonowało tę mangę. Obecnie seria ma 10 tomów i dalej powstaje.

### Doujiny
Shirow Miwa tworzy także serie doujinshi na podstawie gier Final Fantasy (pod szyldem „Gee AKA m.m.m.”):
- „Asche Zu Asche” (Antologia zawierająca poniższe historie z FF7 i FF8),
- „Agharta” (FF7),
- „Fragile” (FF8) część I i II,
- „A Story” (FF9).

### Artbooki
Tworzona pod szyldem „Gee AKA m.m.m.” seria artbooków „m.m.m.works”/M3W wydawana jest od 2000 roku. Do 2019 roku wydano 17 wersji (nowy artbook pojawia się średnio raz do roku).

### Ilustracje
Miwa Shirow tworzy także ilustracje np.:
- Devil May Cry – nowela,
- Nitro+ – 2006 Nitroplus kalendarz (miesiąc wrzesień),
- Final Fantasy VII: Advent Children (oficjalny artbook/fanbook) – kompilacja artów różnych artystów koncentrujących się na postaciach z FF7:AC.

### Anime
Artysta wykonał oryginalne projekty postaci do seriali anime Kiznaiver i Joker Game.